# با ملایمت (مرا ببوس)
«با ملایمت» تک‌آهنگی از هنرمند اهل ایالات متحده آمریکا نیر، ماهامبی، پیت‌بول است که در ۲ اوت ۲۰۱۱ منتشر شد.